# Kazachstan op de Olympische Zomerspelen 2012
Kazachstan nam deel aan de Olympische Zomerspelen 2012 in Londen, Verenigd Koninkrijk.

## Medailleoverzicht
| Sport         | Olympiër               | Onderdeel              | Medaille |
| ------------- | ---------------------- | ---------------------- | -------- |
| Atletiek      | Olga Rypakova          | hink-stap-springen (v) | Goud     |
| Boksen        | Serik Sapijev          | -69kg (m)              | Goud     |
| Wielersport   | Aleksandr Vinokoerov   | wegwedstrijd (m)       | Goud     |
| Boksen        | Adilbek Nijazymbetov   | -81kg (m)              | Zilver   |
| Boksen        | Ivan Ditsjko           | +91kg (m)              | Brons    |
| Boksen        | Marina Volnova         | -75kg (v)              | Brons    |
| Gewichtheffen | Anna Noermoechambetova | -69kg (v)              | Brons    |
| Worstelen     | Danijal Gajijev        | -84kg (m)              | Brons    |
| Worstelen     | Akzjoerek Tanatarov    | -66kg (m)              | Brons    |
| Worstelen     | Daulet Shabanbay       | -120kg (m)             | Brons    |
| Worstelen     | Goezel Manjoerova      | -72kg (v)              | Brons    |

* Deze medailles werden in een later stadium alsnog toegewezen.
Ontnomen medailles
Vier gouden medailles, alle vier behaald bij het gewichtheffen, werden de medaillewinnaars ontnomen; dit waren Ilja Ilin (-94 kg) bij de mannen en bij de vrouwen Zoelfia Tsjinsjanlo (-53 kg), Maija Maneza (-63 kg) en Svetlana Podobedova (-75 kg).

## Deelnemers en resultaten
(m) = mannen, (v) = vrouwen

### Atletiek
| Vjatsjeslav Moeravjev       | 200m (m)                 | 50e  | serie 1: 7de in 21,75 |  |  |
| Sergej Zaikov               | 400m (m)                 | 39e  | serie 3: 7de in 47,12 |  |  |
| Viktor Leptikov             | 400m horden(m)           | 43e  | serie 5: 8ste in 51,67 |  |  |
| Artem Kosinov               | 3000m steeplechase (m)   | 34e  | serie 2: 10de in 8.42,27 |  |  |
| Georgi Sjeiko               | 20km snelwandelen (m)    | 35e  | 1:23.52 |  |  |
| Vitali Anitsjkin            | 50km snelwandelen (m)    | 49e  | 4:14.09 |  |  |
| Jevgeni Ektov               | hink-stap-springen (m)   | 19e  | kwalificatie groep A: 10de met 16,31m |  |  |
| Roman Valijev               | hink-stap-springen (m)   | 21e  | kwalificatie groep B: 10de met 16,23m |  |  |
| Nikita Filippov             | polsstokhoogspringen (m) | 18e  | kwalificatie groep B: 9de met 5,35m |  |  |
| Dmitri Karpov               | tienkamp (m)             | 18e  | 7926 punten 0881 punten, 100m (10,91) 0864 punten, verspringen (7,21m) 0880 punten, kogelstoten (16,47 m) 0794 punten, hoogspringen (1,99 m) 0822 punten, 400m (49,83) 0924 punten, 110m horden (14,40) 0765 punten, discuswerpen (44,93 m) 0941 punten, polsstokhoogspringen (5,10 m) 0588 punten, speerwerpen (49,93 m) 0467 punten, 1500m (5.16,83) |  |  |
|                             |                          |      | |  |  |
| Olga Bloedova               | 100m (v)                 | 24e  | serie 2: 2de in 11,31 halve finale 2: 8ste in 11,39 |  |  |
| Viktorija Zjabkina          | 200m (v)                 | 38e  | serie 6: 7de in 23,49 |  |  |
| Marina Maslenko             | 400m (v)                 | 34e  | serie 1: 6de in 53,66 |  |  |
| Margarita Matsko Moekasjeva | 800m (v)                 | 8e   | serie 6: 5de in 2.02,12 halve finale 3: 3de in 1.59,20 |  |  |
| Anastasija Soproenova       | 100m horden (v)          | 28e  | serie 5: 4de in 13,40 |  |  |
| Natalja Ivoninskaja         | 100m horden (v)          | 30e  | serie 3: 7de in 13,48 |  |  |
| Anastassija Pilipenko       | 100m horden (v)          | 38e  | serie 2: 5de in 13,77 |  |  |
| Tatjana Azarova             | 400m horden (v)          | 37e  | serie 1: 6de in 58,53 |  |  |
| Ajman Kozjachmetova         | 20km snelwandelen (v)    | 42e  | 1:35.00 |  |  |
| Sjolpan Kozjachmetova       | 20km snelwandelen (v)    | DNF  | niet gefinisht |  |  |
| Olga Rypakova               | hink-stap-springen (v)   | Goud | kwalificatie groep B: 1ste met 14,79m finale: 1ste met 14,98m |  |  |
| Irina Litvinenko Ektova     | hink-stap-springen (v)   | 31e  | kwalificatie groep A: 14de met 13,39m |  |  |
| Marina Aitova               | hoogspringen (v)         | DNS  | kwalificatie: teruggetrokken (blessure) |  |  |
| Alexandra Fisher            | kogelstoten (v)          | 28e  | kwalificatie groep A: 15de met 16,16m |  |  |
| Irina Karpova               | zevenkamp (v)            | 32e  | 5319 punten 0949 punten, 100 m horden (14,21) 0830 punten, hoogspringen (1,68 m) 0640 punten, kogelstoten (11,68 m) 0849 punten, 200 m (25,42) 0759 punten, verspringen (5,70 m) 0586 punten, speerwerpen (35,75 m) 0706 punten, 800 m (2.28,93) |  |  |

### Boksen
| Birzjan Zjakypov     | -49kg (m) | 5e     | 1ste ronde: W van FRA Beccu: 18-17 2de ronde: W van PHI Barriga: 17-16 kwartfinale: V van CHN Zou: 10-13                                                                 |  |  |
| Iljas Soelejmenov    | -52kg (m) | 9e     | 1ste ronde: W van SWE Ntuve: 13-8 2de ronde: V van GBR Selby: 15-19 |  |  |
| Kanat Aboetalipov    | -56kg (m) | 9e     | 1ste ronde: W van SYR Slamana: 15-7 2de ronde: V van IRL Nevin: 10-15 |  |  |
| Gani Zjajlauov       | -60kg (m) | 5e     | 1ste ronde: W van THA Ardee: +12-12 2de ronde: W van IND Bhagwan: 16-8 kwartfinale: V van CUB Lopez: 11-19                                                               |  |  |
| Danijar Jeleusinov   | -64kg (m) | 5e     | 1ste ronde: W van USA Herring: 19-9 2de ronde: W van IRI Toloutibandpi: 19-10 kwartfinale: V van ITA Mangiacapre: 12-16                                                  |  |  |
| Serik Sapijev        | -69kg (m) | Goud   | 1ste ronde: vrij 2de ronde: W van JPN Suzuki: 25-11 kwartfinale: W van VEN Perez: 20-9 halve finale: W van RUS Zamkovoj: 18-12 finale: W van GBR Evans: 17-9             |  |  |
| Danabek Soezjanov    | -75kg (m) | 17e    | 1ste ronde: V van IND Singh: 10-14 |  |  |
| Adilbek Nijazymbetov | -81kg (m) | Zilver | 1ste ronde: vrij 2de ronde: W van ECU Mercado: 9-8 kwartfinale: W van IRI Rouzbahani: 13-10 halve finale: W van UKR Gvozdyk: +13-13 finale: V van RUS Mechontsev: 15-15+ |  |  |
| Ivan Ditsjko         | +91kg (m) | Brons  | 1ste ronde: W van GER Pfeifer: 14-4 kwartfinale: W 'van CAN Kean: 20-6 halve finale: V van GBR Joshua: 11-13                                                             |  |  |
|                      |           |        | |  |  |
| Saida Chassenova     | -60kg (v) | 9e     | 1ste ronde: V van BRA Araujo: 14-16 |  |  |
| Marina Volnova       | -75kg (v) | Brons  | 1ste ronde: W van KEN Andiego: 20-11 kwartfinale: W van GBR Marshall: 16-12 halve finale: V van USA Shields: 15-29                                                       |  |  |

### Boogschieten
| Denis Gankin        | individueel (m) | 17e | plaatsingsronde: 17de met 670 punten 1ste ronde: W van MAS Kamaruddin: 6-4 2de ronde: V van NED van der Ven: 1-7 |  |  |
|                     |                 |     | |  |  |
| Anastassija Bannova | individueel (v) | 33e | plaatsingsronde: 54ste met 614 punten 1ste ronde: V van MEX Roman: 2-6                                           |  |  |

### Gewichtheffen
| Kirill Pavlov        | -77kg (m)  | 9e    | trekken: 10de met 147kg stoten: 9de met 175kg totaal:' 322kg |  |  |
| Ilya Ilin            | -94kg (m)  | DSQ   | gediskwalificeerd                                            |  |  |
| Almas Uteshov        | -94kg (m)  | 7e    | trekken: 8ste met 175kg stoten: 7de met 220kg totaal: 395kg  |  |  |
| Alexandr Zaichikov   | -105kg (m) | 12e   | trekken: 15de met 155kg stoten: 8ste met 205kg totaal: 360kg |  |  |
|                      |            |       |                                                              |  |  |
| Zoelfia Tsjinsjanlo  | -53kg (v)  | DSQ   | gediskwalificeerd                                            |  |  |
| Maiya Maneza         | -63kg (v)  | DSQ   | gediskwalificeerd                                            |  |  |
| Anna Nurmukhambetova | -69kg (v)  | Brons | trekken: 3de met 115kg stoten: 5de met 136kg totaal: 251kg   |  |  |
| Svetlana Podobedova  | -75kg (v)  | DSQ   | gediskwalificeerd                                            |  |  |

### Gymnastiek
| Olympiër         | Onderdeel                | Resultaat | Prestatie                             |
| Ritmisch         | Ritmisch                 | Ritmisch  | Ritmisch                              |
| ---------------- | ------------------------ | --------- | ------------------------------------- |
| Anna Alyabyeva   | individueel (v)          | 15e       | kwalificatie: 15de met 106,425 punten |
| Turnen           |                          |           |                                       |
| Stepan Gorbachev | individuele meerkamp (m) | 30e       | kwalificatie: 30ste met 83,931 punten |
|                  |                          |           |                                       |
| Moldir Azimbay   | individuele meerkamp (v) | 58e       | kwalificatie: 58ste met 46,999 punten |

### Judo
| Olympiër              | Onderdeel  | Resultaat | Prestatie |
| --------------------- | ---------- | --------- | --- |
| Yerkebulan Kossayev   | -60kg (m)  | 9e        | 1ste ronde: vrij 2de ronde: W van CAN Pessoa: koka 3de ronde: V van ARM Davtyan: waza-ari                                          |
| Sergey Lim            | -66kg (m)  | 9e        | 1ste ronde: vrij 2de ronde: W van BUL Ivanov: waza-ari 3de ronde: V van JPN Ebinuma: yuko                                          |
| Rinat Ibragimov       | -73kg (m)  | 17e       | 1ste ronde: vrij 2de ronde: V van KOR Wang: ippon                                                                                  |
| Islam Bozbayev        | -81kg (m)  | 9e        | 1ste ronde: W van UKR Vasylenko: ippon 2de ronde: W van TOG Denanyoh: waza-ari 3de ronde: V van GER Bischof: ippon                 |
| Timur Bolat           | -90kg (m)  | 9e        | 1ste ronde: W van EGY Mesbah: ippon 2de ronde: V van JPN Nishiyama: waza-ari                                                       |
| Maxim Rakov           | -100kg (m) | 17e       | 1ste ronde: V van AZE Gasimov: yuko                                                                                                |
| Yerzhan Shynkeyev     | +100kg (m) | 17e       | 1ste ronde: V van TUN Jaballah: beslissing                                                                                         |
|                       |            |           | |
| Aleksandra Podryadova | -48kg (v)  | 9e        | 1ste ronde: vrij 2de ronde: V van MGL Urantsetseg: waza-ari                                                                        |
| Gulzhan Issanova      | +78kg (v)  | 7e        | 1ste ronde: vrij 2de ronde: W van KOR Kim: yuko kwartfinale: V van GBR Bryant: waza-ari herkansingen: V van BRA Altheman: waza-ari |

### Kanovaren
| Olympiër                          | Onderdeel     | Resultaat | Prestatie                                                                            |
| Slalom                            | Slalom        | Slalom    | Slalom                                                                               |
| --------------------------------- | ------------- | --------- | ------------------------------------------------------------------------------------ |
| Rafail Vergoyazov                 | C-1 (m)       | 17e       | voorronde: 17de in 125,49                                                            |
| Sprint                            |               |           |                                                                                      |
| Alexandr Dyadchuk                 | C-1 200m (m)  | 14e       | serie 4: 2de in 43,204 halve finale 2: 5de in 42,359 finale B: 6de in 45,283         |
| Alexandr Dyadchuk                 | C-1 1000m (m) | 16e       | serie 3: 4de in 4.44,175 halve finale 1: 8ste in 4.56,724 finale B: 8ste in 4.55,737 |
| Yevgeniy Alexeyev Alexey Dergunov | K-2 200m (m)  | 9e        | serie 1: 6de in 34,254 finale B: 1ste in 35,494                                      |
| Yevgeniy Alexeyev Alexey Dergunov | K-2 1000m (m) | 11e       | serie 1: 5de in 3.32,176 halve finale 1: 4de in 3.17,788 finale B: 3de in 3.14,867   |
|                                   |               |           |                                                                                      |
| Natalya Sergeyeva                 | K-1 200m (v)  | 18e       | serie 3: 5de in 43,257 halve finale 1: 7de in 42,602 finale B: 6de in 45,283         |
| Natalya Sergeyeva                 | K-1 500m (v)  | 13e       | serie 4: 3de in 1.54,445 halve finale 2: 4de in 1.53,888 finale B: 5de in 1.54,707   |

### Moderne vijfkamp
| Olympiër           | Onderdeel | Resultaat | Prestatie   |
| ------------------ | --------- | --------- | ----------- |
| Pavel Iliashenko   | mannen    | 29e       | 5432 punten |
| Rustem Sabizkhuzin | mannen    | 21e       | 5564 punten |

### Roeien
| Olympiër           | Onderdeel | Resultaat | Prestatie |
| ------------------ | --------- | --------- | --- |
| Vladislav Yakovlev | skiff (m) | 28e       | serie 5: 5de in 7.16,34 herkansingen: 4de in 7.22,00 halve finale E/F: 2de in 7.33,29 finale E: 4de in 7.36,14 |
|                    |           |           | |
| Vladislav Yakovlev | skiff (v) | 28e       | serie 3: 5de in 8.01,94 herkansingen: 3de in 7.53,63 finale E: 1ste in 8.37,08                                 |

### Schermen
| Olympiër         | Onderdeel | Resultaat | Prestatie                                                        |
| ---------------- | --------- | --------- | ---------------------------------------------------------------- |
| Dmitriy Alexanin | degen (m) | 17e       | 1ste ronde: V van VEN Fernández: 12-15                           |
| Elmir Alimzhanov | degen (m) | 9e        | 1ste ronde: W van VIE Nhật: 15-5 2de ronde: V van KOR Jung: 8-15 |
|                  |           |           |                                                                  |
| Yuliya Zhivitsa  | sabel (v) | 17e       | 1ste ronde: V van RUS Gavrilova: 7-15                            |

### Schietsport
| Olympiër             | Onderdeel                       | Resultaat | Prestatie                                              |
| -------------------- | ------------------------------- | --------- | ------------------------------------------------------ |
| Vyacheslav Podlesnyy | 50m pistool (m)                 | 34e       | kwalificatie: 34ste met 540 punten (89-91-88-89-89-94) |
| Vyacheslav Podlesnyy | 10m luchtpistool (m)            | 40e       | kwalificatie: 40ste met 565 punten (94-95-93-95-93-95) |
|                      |                                 |           |                                                        |
| Olga Dovgun          | 10m luchtpistool (m)            | 22e       | kwalificatie: 22ste met 394 punten (98-99-98-99)       |
| Olga Dovgun          | 50 meter geweer 3 houdingen (v) | 24e       | kwalificatie: 24ste met 578 punten (197-186-195)       |
| Angelina Michshuk    | skeet (m)                       | 9e        | kwalificatie: 9de met 66 punten (22-22-22)             |

### Synchroonzwemmen
| Olympiër                          | Onderdeel | Resultaat | Prestatie                          |
| --------------------------------- | --------- | --------- | ---------------------------------- |
| Anna Kulkina Aigerim Zhexembinova | duet      | 15e       | voorronde: 15de met 169,580 punten |

### Taekwondo
| Olympiër                 | Onderdeel | Resultaat | Prestatie                             |
| ------------------------ | --------- | --------- | ------------------------------------- |
| Nursultan Mamayev        | -58kg (m) | 11e       | voorronde: V van EGY Bayoumi: 0-1     |
|                          |           |           |                                       |
| Gulnafis Aytmukhambetova | -67kg (v) | 11e       | voorronde: V van SLO Anić: 11-15      |
| Feruza Yergeshova        | +67kg (v) | 11e       | voorronde: V van SLO Vujinović: 16-17 |

### Tennis
| Olympiër                              | Onderdeel      | Resultaat | Prestatie                                                                                       |
| ------------------------------------- | -------------- | --------- | ----------------------------------------------------------------------------------------------- |
| Michail Koekoesjkin                   | enkelspel (m)  | 33e       | 1ste ronde: V van FRA Simon: 4-6, 2-6                                                           |
|                                       |                |           |                                                                                                 |
| Jaroslava Sjvedova                    | enkelspel (v)  | 17e       | 1ste ronde: W van ROU Halep: 6-4, 6-2 2de ronde: V van GER Lisicki: 6-4, 3-6, 5-7               |
| Galina Voskobojeva                    | enkelspel (v)  | 33e       | 1ste ronde: V van HUN Babos: 4-6, 2-6                                                           |
| Jaroslava Sjvedova Galina Voskobojeva | dubbelspel (v) | 9e        | 1ste ronde: W van CAN Dubois/Wozniak: 6-2, 6-0 2de ronde: V van RUS Kirilenko/Petrova: 3-6, 2-6 |

### Waterpolo
| Olympiër | Onderdeel | Resultaat | Prestatie |
| --- | --------- | --------- | --- |
| Sergey Gorovoy Sergey Gubarev Nikita Kokorin Ravil Manafov Nikolay Maximov Alexey Panfili Mikhail Ruday Murat Shakenov Alexey Shmider Alexandr Shvedov Rustam Ukumanov Vladimir Ushakov Yevgeniy Zhilyayev | mannen    | 11e       | groep A: 6de V van Spanje: 6-14 V van Australië: 4-7 V van Griekenland: 4-11 V van Italië: 6-9 V van Kroatië: 4-12 |

| Groep A |             |             |             |             |             |        |        |        |        |
| #       | Land        | Wedstrijden | Wedstrijden | Wedstrijden | Wedstrijden | Punten | Punten | Punten | Punten |
| #       | Land        | G           | W           | G           | V           | V      | T      | Saldo  | Punten |
| 1       | Kroatië     | 5           | 5           | 0           | 0           | 50     | 29     | +21    | 10     |
| 2       | Italië      | 5           | 3           | 1           | 1           | 40     | 36     | +4     | 7      |
| 3       | Spanje      | 5           | 3           | 0           | 2           | 52     | 42     | +10    | 6      |
| 4       | Australië   | 5           | 2           | 0           | 3           | 40     | 44     | −4     | 4      |
| 5       | Griekenland | 5           | 1           | 1           | 3           | 41     | 43     | −2     | 3      |
| 6       | Kazachstan  | 5           | 0           | 0           | 5           | 24     | 53     | −9     | 0      |

| Ronde      | Datum  | Plaats     | Land | Score       | Land |
| ---------- | ------ | ---------- | ---- | ----------- | ---- |
| Groepsfase |        |            |      |             |      |
| 29 juli    | Londen | Kazachstan | 6-14 | Spanje      |      |
| 31 juli    | Londen | Australië  | 7-4  | Kazachstan  |      |
| 2 augustus | Londen | Kazachstan | 4-11 | Griekenland |      |
| 4 augustus | Londen | Italië     | 9-6  | Kazachstan  |      |
| 6 augustus | Londen | Kazachstan | 4-12 | Kroatië     |      |

### Wielersport
| Olympiër             | Onderdeel        | Resultaat   | Prestatie |
| -------------------- | ---------------- | ----------- | --------- |
| Asan Bazajev         | tijdrit (m)      | 31e         | 56.40,77  |
| Aleksandr Vinokoerov | tijdrit (m)      | tcenter>23e | 55.37,05  |
| Asan Bazajev         | wegwedstrijd (m) | 43e         | 5:46:37   |
| Aleksandr Vinokoerov | wegwedstrijd (m) | Goud        | 5:45.57   |

### Worstelen
| Olympiër             | Onderdeel   | Resultaat   | Prestatie |
| Vrije Stijl          | Vrije Stijl | Vrije Stijl | Vrije Stijl |
| -------------------- | ----------- | ----------- | --- |
| Daulet Niyazbekov    | -55kg (m)   | 5e          | kwalificatie: vrij 1ste ronde: W van USA Hazewinkel: 3-1 kwartfinale: W van TUR Peker: 3-1 halve finale: V van RUS Otarsultanov: 1-3 bronzen finale: V van PRK Yang: 1-3                 |
| Dauren Zhumagaziyev  | -60kg (m)   | 12e         | kwalificatie: vrij 1ste ronde: 'V van IRI Esmaeilpour: 1-3 |
| Akzjoerek Tanatarov  | -66kg (m)   | Brons       | kwalificatie: vrij 1ste ronde: W van UKR Kviatkovskyi: 3-1 kwartfinale: W van ARM Safaryan: 3-1 halve finale: V van IND Kumar: 1-3 bronzen finale: W van TUR Şahin: 3-1                  |
| Abdulkhakim Shapiev  | -74kg (m)   | 10e         | kwalificatie: vrij 1ste ronde: W van TUN Ouechtati: 3-1 kwartfinale: V van HUN Hatos: 0-3                                                                                                |
| Yermek Baiduashov    | -84kg (m)   | 19e         | kwalificatie: V van IRI Lashgari: 0-3 |
| Taimuraz Tigiyev     | -96kg (m)   | 14e         | kwalificatie: V van RUS Gadisov: 1-3 |
| Daulet Shabanbay     | -120kg (m)  | Brons       | kwalificatie: vrij 1ste ronde: W van ROU Chintoan: 3-1 kwartfinale: V van GEO Modzmanashvili: 0-3 herkansingen: W van MEX Ruíz: 5-0 bronzen finale: V van RUS Makhov: 1-3                |
|                      |             |             | |
| Dauren Zhumagaziyev  | -48kg (v)   | 15e         | kwalificatie: vrij 1ste ronde: V van BLR Kaladzinskaya: 0-5 |
| Yelena Shalygina     | -63kg (v)   | 15e         | kwalificatie: V van BLR Tkach: 0-5 |
| Goezel Manjoerova    | -72kg (v)   | Brons       | kwalificatie: vrij 1ste ronde: W van JPN Hamaguchi: 3-1 kwartfinale: V van RUS Vorobieva: 0-5 herkansingen: W van UKR Burmistrova: 3-0 bronzen finale: W van CHN Wang: 3-1               |
| Grieks-Romeins       |             |             | |
| Almat Kebispayev     | -60kg (m)   | 5e          | kwalificatie: W van UKR Temirov: 3-0 1ste ronde: W van VEN Liendo: 3-1 kwartfinale: V van IRI Norouzi: 0-3 herkansingen: W van BUL Angelov: 3-0 bronzen finale: V van JPN Matsumoto: 0-5 |
| Darkhan Bayakhmetov  | -66kg (m)   | 9e          | kwalificatie: W van SRB Maksimović: 3-0 1ste ronde: V van LTU Venckaitis: 1-3 |
| Askhat Dilmukhamedov | -74kg (m)   | 15e         | kwalificatie: vrij 1ste ronde: V van BLR Kikiniou: 0-3 |
| Danijal Gajijev      | -84kg (m)   | Brons       | kwalificatie: vrij 1ste ronde: W van BUL Marimov: 3-0 kwartfinale: V van RUS Khugaev: 0-3 herkansingen: W van BLR Selimau: 3-1 bronzen finale: W van GEO Gegeshidze: 3-1                 |
| Nurmakhan Tinaliyev  | -120kg (m)  | 15e         | kwalificatie: V van SWE Eurén: 0-3 |

### Zwemmen
| Olympiër           | Onderdeel           | Resultaat | Prestatie               |
| ------------------ | ------------------- | --------- | ----------------------- |
| Alexandr Tarabrin  | 100m rugslag (m)    | 38e       | serie 2: 6de in 55,55   |
| Alexandr Tarabrin  | 200m rugslag (m)    | 30e       | serie 2: 7de in 2.01,22 |
| Vladislav Polyakov | 100m schoolslag (m) | 34e       | serie 2: 3de in 1.02,15 |
| Joeri Koedinov     | 10km open water (m) | 22e       | 1:52.59,0               |
|                    |                     |           |                         |
| Yekaterina Rudenko | 100m rugslag (v)    | 38e       | serie 2: 7de in 1.03,64 |

Afghanistan · Albanië · Algerije · Amerikaanse Maagdeneilanden · Amerikaans-Samoa · Andorra · Angola · Antigua en Barbuda · Argentinië · Armenië · Aruba · Australië · Azerbeidzjan · Bahama's · Bahrein · Bangladesh · Barbados · België · Belize · Benin · Bermuda · Bhutan · Bolivia · Bosnië en Herzegovina · Botswana · Brazilië · Britse Maagdeneilanden · Brunei · Bulgarije · Burkina Faso · Burundi · Cambodja · Canada · Centraal-Afrikaanse Republiek · Chili · China · Chinees Taipei · Colombia · Comoren · Congo-Brazzaville · Congo-Kinshasa · Cookeilanden · Costa Rica · Cuba · Cyprus · Denemarken · Djibouti · Dominica · Dominicaanse Republiek · Duitsland · Ecuador · Egypte · El Salvador · Equatoriaal-Guinea · Eritrea · Estland · Ethiopië · Fiji · Filipijnen · Finland · Frankrijk · Gabon · Gambia · Georgië · Ghana · Grenada · Griekenland · Groot-Brittannië · Guam · Guatemala · Guinee · Guinee‑Bissau · Guyana · Haïti · Honduras · Hongarije · Hongkong · Ierland · IJsland · India · Indonesië · Irak · Iran · Israël · Italië · Ivoorkust · Jamaica · Japan · Jemen · Jordanië · Kaaimaneilanden · Kaapverdië · Kameroen · Kazachstan · Kenia · Kirgizië · Kiribati · Koeweit · Kroatië · Laos · Lesotho · Letland · Libanon · Liberia · Libië · Liechtenstein · Litouwen · Luxemburg · Macedonië · Madagaskar · Malawi · Maldiven · Maleisië · Mali · Malta · Marshalleilanden · Marokko · Mauritanië · Mauritius · Mexico · Micronesië · Moldavië · Monaco · Mongolië · Montenegro · Mozambique · Myanmar · Namibië · Nauru · Nederland · Nepal · Nicaragua · Nieuw-Zeeland · Niger · Nigeria · Noord-Korea · Noorwegen · Oeganda · Oekraïne · Oezbekistan · Oman · Oostenrijk · Oost-Timor · Pakistan · Palau · Palestina · Panama · Papoea-Nieuw-Guinea · Paraguay · Peru · Polen · Portugal · Puerto Rico · Qatar · Roemenië · Rusland · Rwanda · Saint Kitts en Nevis · Saint Lucia · Saint Vincent en Grenadines · Salomonseilanden · Samoa · San Marino · Sao Tomé en Principe · Saoedi-Arabië · Senegal · Servië · Seychellen · Sierra Leone · Singapore · Slovenië · Slowakije · Soedan · Somalië · Spanje · Sri Lanka · Suriname · Swaziland · Syrië · Tadzjikistan · Tanzania · Thailand · Togo · Tonga · Trinidad en Tobago · Tsjaad · Tsjechië · Tunesië · Turkije · Turkmenistan · Tuvalu · Uruguay · Vanuatu · Venezuela · Verenigde Arabische Emiraten · Verenigde Staten · Vietnam · Wit-Rusland · Zambia · Zimbabwe · Zuid-Afrika · Zuid-Korea · Zweden · Zwitserland · Onafhankelijke atleten